# St. Catharines
Saint Catharines es una ciudad localizada en la provincia canadiense de Ontario. Su área es de 94.4 km², su población de 129.170 habitantes (390.317 en su área metropolitana), y su densidad de población es de 1 330.2 hab/km² (según el censo canadiense de 2001). La ciudad fue fundada en la década de 1780, e incorporada en 1876. La ciudad se ubica al sur del lago Ontario, en la Municipalidad Regional de Niágara.
Saint Catharines es conocida con el apodo de "The Garden City" (La ciudad jardín) y en su escudo de armas aparece una colmena.

## Ciudades hermanadas
- Puerto España, Trinidad y Tobago